# Burning Britain : Seconde vague punk britannique
Burning Britain : seconde vague punk britannique est un ouvrage paru le 15 octobre 2015,. Il s’agit de la traduction française d'un ouvrage en anglais écrit en 2012 par Ian Glasper : Burning Britain : the history of UK Punk 1980 - 1984.

## Description

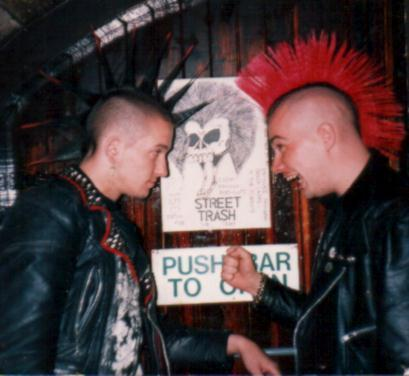
Punks.

Cet ouvrage retrace l'histoire de la seconde vague de la musique punk britannique qui émergea à la fin des années 1970 et au début des années 1980, à travers les groupes et les labels l'ayant créée, région par région : Angleterre du Sud-Ouest, Midlands, Angleterre du Nord-Ouest, Angleterre du Nord-Est, Angleterre du Nord et Midlands de l'Est, Angleterre de l'Est et Angleterre du Sud-Est, Londres, Irlande du Nord et Écosse.
Une nouvelle génération plus agressive et plus politisée émergeait à cette époque, avec de nouveaux groupes. Plus durs et plus rapides que ceux de la vague de 1976-1977, des formations comme Discharge, The Exploited et GBH représentaient plusieurs sous courants : street punk, anarcho punk, Oi! ou hardcore punk. À la première version anglaise de ce livre s'ajoute une actualisation incluant de nouveaux textes, interviews et photographies, aussi bien de groupes ayant simplement marqués la période 1980-1984 que de formations encore actives aujourd'hui : Chaos UK, The Destructors, et English Dogs.
En ratissant le pays région par région l'auteur, Ian Glasper, représente non seulement des combos légendaires tels que Vice Squad, Anti-Pasti, Peter and the Test Tube Babies, Angelic Upstarts, The Toy Dolls, The Adicts, The Outcasts, Blitz, Anti-Nowhere League, Cockney Rejects et UK Subs, mais aussi des groupes moins connus comme Xtract, Skroteez et Demob.
Une plongée musicale et sociale dans le contexte de la Grande-Bretagne de Thatcher ,,,.

## Crédits
Ian Glasper est l'auteur de plusieurs livres sur la musique. Burnin Britain est son premier ouvrage traduit en français. Aussi musicien, il a tenu la basse dans les groupes Decadence Within, Flux of Pink Indians, Freebase, Suicide Watch, Stampin' Ground et officie au sein de Thirty Six Strategies.